# Circonscription de Driouch
La circonscription de Driouch est la circonscriptions législatives marocaines de la province de Driouch située en région Oriental. Elle est représentée dans la Xe législature par Abdellah El Boukili, Fouad Darkaoui et Mohamed Fadili.

## Historique des députations
| Législature | Début de mandat  | Fin de mandat    | Députés élus | Députés élus              | Députés élus | Députés élus              | Députés élus | Députés élus            |
| ----------- | ---------------- | ---------------- | ------------ | ------------------------- | ------------ | ------------------------- | ------------ | ----------------------- |
| IXe         | 26 novembre 2011 | 7 octobre 2016   |              | Abdellah El Boukili (RNI) |              | Elmokhtar Ghambou (MP)    |              | Fouad Darkaoui (PAM)    |
| Xe          | 8 octobre 2016   | 8 septembre 2021 |              | Abdellah El Boukili (RNI) |              | Mohamed Fadili (MP)       |              | Fouad Darkaoui (PAM)    |
| XIe         | 9 septembre 2021 | ?                |              | Abdellah El Boukili (RNI) |              | Abdelmounaim Fettahi (PI) |              | Mustapha Khalioui (PAM) |

## Historique des élections

### Découpage électoral d'octobre 2011

#### Élections de 2016
| Parti       | Parti                                         | Voix    | %      | Député(s) élus      |  |
| ----------- | --------------------------------------------- | ------- | ------ | ------------------- |  |
|             | Mouvement populaire (MP)                      | 14 748  | 29,40  | Mohamed Fadili      |  |
|             | Rassemblement national des indépendants (RNI) | 11 040  | 22,01  | Abdellah El Boukili |  |
|             | Parti authenticité et modernité (PAM)         | 10 644  | 21,22  | Fouad Darkaoui      |  |
|             | Parti Al Ahd Addimocrati (AHD)                | 9 317   | 18,57  |                     |  |
|             | Parti de l'unité et de la démocratie (PUD)    | 1 304   | 2,60   |                     |  |
|             | Parti de la justice et du développement (PJD) | 1 298   | 2,59   |                     |  |
|             | Parti du progrès et du socialisme (PPS)       | 758     | 1,51   |                     |  |
|             | Union socialiste des forces populaires (USFP) | 565     | 1,13   |                     |  |
|             | Parti de l'Istiqlal (PI)                      | 206     | 0,41   |                     |  |
|             | Front des forces démocratiques (FFD)          | 197     | 0,39   |                     |  |
|             | Fédération de la gauche démocratique (FGD)    | 79      | 0,16   |                     |  |
|             | Mouvement démocratique et social (MDS)        | 14      | 0,03   |                     |  |
|             |                                               |         |        |                     |  |
| Inscrits    | Inscrits                                      | 113 661 | 100,00 |                     |  |
| Abstentions | Abstentions                                   | 63 491  | 55,86  |                     |  |
| Exprimés    | Exprimés                                      | 50 170  | 44,14  |                     |  |

#### Élections de 2021
| Parti       | Parti                                         | Voix    | %      | Députés élus         |  |
| ----------- | --------------------------------------------- | ------- | ------ | -------------------- |  |
|             | Rassemblement national des indépendants (RNI) | 20 464  | 26,84  | Abdellah El Boukili  |  |
|             | Parti de l'Istiqlal (PI)                      | 17 939  | 23,53  | Abdelmounaim Fettahi |  |
|             | Parti authenticité et modernité (PAM)         | 16 658  | 21,85  | Mustapha Khalioui    |  |
|             | Mouvement populaire (MP)                      | 14 449  | 18,95  |                      |  |
|             | Parti des Néo-Démocrates (PND)                | 2 107   | 2,76   |                      |  |
|             | Parti du progrès et du socialisme (PPS)       | 1 760   | 2,31   |                      |  |
|             | Parti de l'Espoir (PE)                        | 1 233   | 1,62   |                      |  |
|             | Parti de la justice et du développement (PJD) | 713     | 0,94   |                      |  |
|             | Front des forces démocratiques (FFD)          | 466     | 0,61   |                      |  |
|             | Union socialiste des forces populaires (USFP) | 293     | 0,38   |                      |  |
|             | Parti vert marocain (PVM)                     | 163     | 0,21   |                      |  |
|             |                                               |         |        |                      |  |
| Inscrits    | Inscrits                                      | 129 823 | 100,00 |                      |  |
| Abstentions | Abstentions                                   | 53 578  | 41,27  |                      |  |
| Exprimés    | Exprimés                                      | 76 245  | 58,73  |                      |  |